# Ballıkaya, Hekimhan
Ballıkaya là một xã thuộc huyện Hekimhan, tỉnh Malatya, Thổ Nhĩ Kỳ. Dân số thời điểm năm 2011 là 210 người.